# Pinedjem II
 Pinedjem II  ou Pinudjem II foi Sumo Sacerdote de Amon na cidade de Tebas de 990 a.C. a 969 a.C. após a morte do seu irmão Esmendes II. A sua origem era proveniente de uma linhagem do sul. Reinou no Terceiro Período Intermédio de 1 070 a.C. a.C. a 656 a.C. a.C.